# Neckarcup 2021
El torneo Neckarcup 2021 fue un torneo profesional de tenis. Perteneció al ATP Challenger Series 2021. Se disputó en su 7ª edición sobre superficie tierra batida, en Heilbronn, Alemania entre el 10 al el 16 de mayo de 2021.

## Jugadores participantes del cuadro de individuales
| Favorito | País                       | Jugador               | Rank1 | Posición en el torneo |
| -------- | -------------------------- | --------------------- | ----- | --------------------- |
| 1        | Bandera de República Checa | Jiří Veselý           | 72    | Primera ronda         |
| 2        | Bandera de Alemania        | Yannick Hanfmann      | 96    | Segunda ronda         |
| 3        | Bandera de Austria         | Dennis Novak          | 111   | Semifinales           |
| 4        | Bandera de Colombia        | Daniel Elahi Galán    | 112   | FINAL                 |
| 5        | Bandera de Japón           | Taro Daniel           | 114   | Cuartos de final      |
| 6        | Bandera de Estados Unidos  | Denis Kudla           | 117   | Primera ronda         |
| 7        | Bandera de Alemania        | Philipp Kohlschreiber | 119   | Cuartos de final      |
| 8        | Bandera de Estados Unidos  | Mackenzie McDonald    | 121   | Semifinales           |

- 1 Se ha tomado en cuenta el ranking del 3 de mayo de 2021.

### Otros participantes
Los siguientes jugadores recibieron una invitación (wild card), por lo tanto ingresan directamente al cuadro principal (WC):
- Yannick Hanfmann
- Yannick Maden
- Rudolf Molleker

Los siguientes jugadores ingresan al cuadro principal tras disputar el cuadro clasificatorio (Q):
- Maxime Janvier
- Ergi Kırkın
- Mats Moraing
- Aleksandar Vukic

## Campeones

### Individual Masculino
- Bernabé Zapata derrotó en la final a  Daniel Elahi Galán, 6–3, 6–4

### Dobles Masculino
- Nathaniel Lammons /  Jackson Withrow derrotaron en la final a  André Göransson /  Sem Verbeek, 6–7(4), 6–4, [10–8].